# Episodi di Lost in Space (serie televisiva 2018) (seconda stagione)
La seconda stagione della serie televisiva Lost in Space, composta da 10 episodi, è stata interamente pubblicata sul servizio di streaming on demand Netflix il 24 dicembre 2019, in tutti i paesi in cui è disponibile.
| n° | Titolo originale | Titolo italiano | Pubblicazione USA | Prima TV Italia  |
| -- | ---------------- | --------------- | ----------------- | ---------------- |
| 1  | Shipwrecked      | Naufragio       | 24 dicembre 2019  | 24 dicembre 2019 |
| 2  | Precipice        | Baratro         | 24 dicembre 2019  | 24 dicembre 2019 |
| 3  | Echoes           | Echi            | 24 dicembre 2019  | 24 dicembre 2019 |
| 4  | Scarecrow        | Spaventapasseri | 24 dicembre 2019  | 24 dicembre 2019 |
| 5  | Run              | Di corsa        | 24 dicembre 2019  | 24 dicembre 2019 |
| 6  | Severed          | Tagliati fuori  | 24 dicembre 2019  | 24 dicembre 2019 |
| 7  | Evolution        | Evoluzione      | 24 dicembre 2019  | 24 dicembre 2019 |
| 8  | Unknown          | Ignoto          | 24 dicembre 2019  | 24 dicembre 2019 |
| 9  | Shell Game       | Diversivo       | 24 dicembre 2019  | 24 dicembre 2019 |
| 10 | Ninety-Seven     | Novantasette    | 24 dicembre 2019  | 24 dicembre 2019 |